# Parajís
Parajís (también conocido por Paraxís)
es una localidad española perteneciente al municipio de Balboa, en la provincia de León, comunidad autónoma de Castilla y León. Se encuentra en la comarca de El Bierzo, a unos 10 km de Balboa. Se habla gallego y castellano. 
Es muy conocida la imagen que guardan en la ermita del Ángel de la Guarda que representa al diablo al que llaman O Demín (el demonio o el diablo en dialecto berciano), la cual se encuentra al lado de la imagen del Ángel de la Guarda. A ambas se les guarda gran respeto y se cuentan leyendas sobre ellas y su significado (una de ellas se relata en dialecto berciano en el libro El Bierzo de Julio Álvarez Rubio. La antigüedad de la imagen de El Deimín es incierta, si bien en una frase de esa misma versión se dice (...)e tanto! Ao parecer, xa estaba aiquí no tempo dos mouros.

## Comunicaciones
- Carretera : CV-125-4 -> LE-723